# Odynerus hildebrandti
Odynerus hildebrandti är en stekelart som beskrevs av Henri Saussure 1891. Odynerus hildebrandti ingår i släktet lergetingar, och familjen Eumenidae. Inga underarter finns listade i Catalogue of Life.